# Moris Vilkins
Moris Hju Frederik Vilkins (engl. Maurice Wilkins; Novi Zeland, 15. decembar 1916 — 5. oktobar 2004) je bio engleski fizičar i molekularni biolog.“ Njegova istraživanja su doprinela naučnom razumevanju fosforescencije, izotopne separacije, optičke mikroskopije i difrakcije X-zraka, kao i razvoju radara. On je najbolje poznat po radu na Kings koledžu u Londonu na strukturi DNK. Kao znak priznanja za njegov rad, on je zajedno sa, Fransisom Krikom i Džejmsom Votsonom nagrađen Nobelovom nagradom za fiziologiju ili medicinu 1962. „za njihova otkrića molekulske strukture nukleinskih kiselina.“

## Literatura
- Robert Olby; 'Wilkins, Maurice Hugh Frederick (1916–2004), Oxford Dictionary of National Biography, online edn, Oxford University Press, Jan 2008
- Robert Olby (2009). Francis Crick: Hunter of Life's Secrets. Cold Spring Harbor Laboratory Press. ISBN 978-0-87969-798-3.., published in August 2009.
- John Finch; 'A Nobel Fellow On Every Floor', Medical Research Council. 2008.  978-1-84046-940-0. стр. 381..; this book is all about the MRC Laboratory of Molecular Biology, Cambridge
- Robert Olby; "The Path to The Double Helix: Discovery of DNA"; first published in October 1974 by MacMillan, with foreword by Francis Crick.  978-0-486-68117-7.; the definitive DNA textbook, revised in 1994, with a 9 page postscript.
- Horace Freeland Judson, (1996). The Eighth Day of Creation. Makers of the Revolution in Biology. CSHL Press. ISBN 978-0-87969-478-4..
- Watson, James D. The Double Helix: A Personal Account of the Discovery of the Structure of DNA. ISBN 978-0-393-01245-3.; The Norton Critical Edition, which was published in 1980, edited by Gunther S. Stent. .
- Chomet, S. (Ed.), D.N.A. Genesis of a Discovery, 1994, Newman- Hemisphere Press, London; NB a few copies are available from Newman-Hemisphere at 101 Swan Court, London SW3 5RY (phone: 07092 060530).
- Maddox, Brenda, Rosalind Franklin: The Dark Lady of DNA. 2002.  978-0-06-018407-0..
- Sayre, Anne Rosalind Franklin and DNA. .
- Wilkins, Maurice, The Third Man of the Double Helix: The Autobiography of Maurice Wilkins.  978-0-19-860665-9..
- Crick, Francis, What Mad Pursuit: A Personal View of Scientific Discovery (Basic Books reprint edition). 1990.  978-0-465-09138-6.
- Watson, James D., The Double Helix: A Personal Account of the Discovery of the Structure of DNA, Atheneum. 1980.  978-0-689-70602-8. (first published in 1968)
- Krude, Torsten (Ed.) DNA Changing Science and Society: The Darwin Lectures for 2003 CUP 2003, includes a lecture by Sir Aaron Klug on Rosalind Franklin's involvement in the determination of the structure of DNA.
- Ridley, Matt; "Francis Crick: Discoverer of the Genetic Code (Eminent Lives)" was first published in June 2006 in the US and then in the UK September by HarperCollins Publishers. 2006.  978-0-06-082333-7. стр. 192.; this short book is in the publisher's "Eminent Lives" series.
- "Light Is A Messenger, the life and science of William Lawrence Bragg" by Graeme Hunter.
- "Designs For Life: Molecular Biology After World War II" by Soraya De Chadarevian. ; it includes James Watson's "well kept open secret" from April 2003!
- Tait, Sylvia & James (2004). A Quartet of Unlikely Discoveries. Athena Press. ISBN 978-1-84401-343-2.

## Spoljašnje veze
- „Moris Vilkins”. Архивирано из оригинала 13. 09. 2011. г. Приступљено 18. 06. 2012.
- Govor na Nobelovoj ceremoniji 1962.